# Manasse (re di Giuda)
Manasse (in ebraico מנשה בן-חזקיה‎?, Menasheh ben Hizqiyah; ... – forse Gerusalemme, 642 a.C. circa) fu re di Giuda, figlio e successore di Ezechia e di sua moglie Hephzibah.
Salì al trono all'età di 12 anni e regnò dal 687 a.C. al 643 a.C. o al 642 a.C. La stima di 55 anni di regno indicata nel Secondo libro delle Cronache è però ritenuta eccessiva e si considera più probabile un regno al massimo di 45 anni.

## Politiche religiose
II libro dei re lo descrive in modo piuttosto negativo: annullò le riforme improntate al centralismo del padre ricostruendo gli alti luoghi che suo padre aveva abbattuto e soprattutto promosse un forte sincretismo con le altre religioni. Manasse eresse altari a Baal e costruì altari per la religione babilonese in due cortili del tempio di Gerusalemme. Sacrificò alcuni dei suoi figli facendoli «passare attraverso il fuoco», praticò la magia, ricorse alla divinazione e promosse lo spiritismo. In risposta alla reazione di condanna del popolo, perseguì gli oppositori spargendo "sangue innocente", anche tra i profeti.

## Rapporti con l'Assiria
In 2 Cronache 33:10-13 si legge che Manasse fu catturato dai «capi dell’esercito che apparteneva al re d’Assiria» e portato prigioniero a Babilonia. Il nome ‘Manasse di Giuda’ è menzionato in un elenco di 22 “re di Hatti, la spiaggia e le isole” che pagavano un tributo a Esarhaddon re d’Assiria, per quanto tale resoconto biblico sia da ritenersi infondato, essendo Ninive la capitale degli Assiri ed essendo inoltre i Babilonesi i loro tradizionali nemici.
 Il nome di Manasse compare anche in un elenco di sovrani che pagavano un tributo ad Assurbanipal.
Nel Libro di Geremia è citato per la prima volta in 15:4 «Farò in modo che saranno agitati per tutti i regni della terra, a causa di Manasse, figlio di Ezechia, re di Giuda, e di quanto egli ha fatto in Gerusalemme».